# Клочкова Лариса Петрівна
Клочкова Лариса Петрівна (нар. 15 квітня 1970) — українська волейболістка, майстер спорту України міжнародного класу. Бронзова призерка Літніх Паралімпійських ігор 2012 року.
Займається у секції волейболу Дніпропетровського обласного центру «Інваспорт».
Користується інвалідним візком.